# 偏將軍
偏將軍在東漢至三國時代的官制中，與裨將軍兩者都為雜號將軍。

## 來歷
偏將軍官名始於春秋時代，在將軍中的地位較低，多由校尉或裨將升遷，無定員，三國均置，屬第五品。

### 地位見解
名號意義應取自古時輔助主力軍作戰的側翼軍隊的偏師將領，統領主軍側翼部隊協助主軍援護或禦敵等作戰，可別領一軍協助主力軍各項作戰任務。
偏將軍與裨將軍的地位高低源自主帥授權封賜的將軍位，主帥是重號將軍時，可以因為戰功或作戰任務授予次於主營將軍的軍事權限，獨領副軍協助主帥各項作戰任務，故偏將軍與裨將軍應隸屬重號將軍屬下的外營武官上階將領，偏將軍可執掌征伐，裨將軍可參贊軍議。

### 位秩
東漢武官僅將軍、中郎將、校尉三級，故屬武官之中上階級，秩二千石，相當於太守，魏晉後為九品中正之五品官。周瑜由建威中郎將升為中護軍赤壁之戰後再升為偏將軍(周瑜最後的武官銜)。赤壁之戰後趙雲拜領的官職亦為偏將軍。呂蒙拿下荊州後封的也是偏將軍。